# 위메이드 폭스
위메이드 폭스(Wemade FOX)는 대한민국의 前 프로게임단이다. 현존 당시 스타크래프트와 워크래프트3, 카운터 스트라이크 종목을 운영하였다.
2011년 8월 22일 해체되었다.

## 역사
2003년 6월, IS와 게임아이가 합병창단되었던 IS(현 화승 OZ)에서 개인매니저 송호창이 이재항과 김종성 등 주요 선수들과 분파하여 창단한 팀이 SG패밀리(SG Family)이다.
2003년 8월 11일 송내역 인근에 위치한 투나쇼핑의 후원을 받아 투나 주디스(Toona Judis)라는 이름으로 명칭을 변경하였고 다시 투나 SG(Toona SG)로 명칭을 변경하였다. 프로리그 첫 출전이었던 네오위즈 피망배에서 준우승을 차지하면서 신흥강호의 면모를 보여주었다.
2004년 6월 16일 스폰서 계약이 끝나면서 원 명칭인 SG패밀리로 돌아왔다.
2004년 8월 팬택 앤 큐리텔(현 팬택)에 인수되어 팬택 앤 큐리텔 큐리어스(Pantech&Curitel Curriors)라는 명칭으로 재창단되어 활동하면서 스카이 프로리그 2004 2라운드 결승에서 우승을 차지했다.
2006년 4월 회사의 분사로 팬택 EX(Pantech EX)로 구단명을 변경하였다. 그 후 2006년 12월 팬택의 워크아웃으로 해체 위기에 놓였다가, 2007년 8월 ㈜위메이드 엔터테인먼트에 인수되었다.
2007년 9월 하이트 스파키즈 소속이었던 한동욱을 영입하였다.
동년 12월 5일, 공군 ACE와의 신한은행 07 프로리그 후기에서 이 팀 소속의 전태양(현재 KT 롤스터)은 공군 소속의 박대만을 상대로 최연소 프로리그 승리를 기록하면서 유명해졌다.
2009년 1월 카운터스트라이크 팀 이스트로CS를 영입하였고, 2009년 3월에는 워크래프트3 프로게이머인 장재호를 영입, 위메이드 폭스는 스타크래프트와 카운터 스트라이크, 워크래프트3 등 3개의 종목을 운영하는 e스포츠 게임단으로 거듭나게 됐다.
2010년 9월 팀의 주장인 이윤열이 팀과의 재계약을 포기하고 스타크래프트 2로 전향하게 된다.
2010년 10월 위메이드 엔터테인먼트의 사업적 문제에 따라 팀 명을 '위메이드 폭스'에서 '위메이드'를 뺀 '폭스'로 잠정적으로 개칭했다.
2011년 1월 9일 카운터스트라이크 프로 팀이 계약종료와 동시에 해체되었다. 국내 유일의 카운터스트라이크 프로 팀이지만, 국제대회가 계속 줄고 있어서 창단 2년 만에 활동을 중단하였다.
2011년 8월 22일 팀 해체를 선언하였다. 팀 해체로 워크래프트 선수들은 중국으로 진출하였고, 스타크래프트 선수들은 공개 포스팅을 통해 대부분은 타팀에 영입되고, 나머지는 은퇴하였다.

## 게임단 연혁
- 2004년 2월 네오위즈 피망컵 프로리그 준우승
- 2004년 7월 SKY 프로리그 2004 1라운드 3위
- 2004년 8월 팬택&큐리텔 프로게임단 창단
- 2004년 10월 SKY 프로리그 2004 2라운드 우승
- 2005년 2월 SKY 프로리그 2004 그랜드파이널 준우승
- 2005년 3월 MBC 무비스배 MBC게임 팀리그 준우승
- 2007년 8월 ㈜위메이드 엔터테인먼트 팬택EX 인수
- 2007년 9월 위메이드 폭스 공식 창단식 (9.11 호텔신라 다이너스티룸)
- 2007년 12월 위메이드 폭스 로고, '코리아 디자인 어워드' 아이덴티티 디자인 부문 대상 수상
- 2010년 2월 ESL S4 Asia Championship Finals 우승 (카운터스트라이크 부문)
- 2010년 7월 신한은행 프로리그 09-10 4위
- 2010년 11월 World E-Sports Masters WEM 2010 우승 (카운터스트라이크 부문)
- 2011년 8월 위메이드 폭스 프로게임단 해체

## 프로리그결과
| 년도      | 리그                      | 순위     | 경기 | 승 | 패 | 벌점 | 승점 | 포스트시즌   | 주요선수                                               | 감독   |
| --------- | ------------------------- | -------- | ---- | -- | -- | ---- | ---- | ------------ | ------------------------------------------------------ | ------ |
| 2003      | Neowiz Pmang              | 2위      | 10   | 6  | 4  | 0    | +4   | 준우승       |                                                        | 송호창 |
| 2004      | SKY 1라운드               | 3위      | 10   | 7  | 3  | 0    | +5   | 진출실패     |                                                        | 송호창 |
| 2004      | SKY 2라운드               | 새턴 1위 | 8    | 7  | 1  | 0    | +12  | 우승         |                                                        | 송호창 |
| 2004      | SKY 3라운드               | 새턴 3위 | 8    | 4  | 4  | 0    | +1   | 진출실패     | 이윤열,이병민,안기효,이재항,심소명                     | 송호창 |
| 2005      | SKY 전기                  | 6위      | 10   | 5  | 5  | 0    | 0    | 진출실패     | 이윤열,나도현,이병민,이재항,안기효,박영훈,심소명       | 송호창 |
| 2005      | SKY 후기                  | 5위      | 18   | 10 | 8  | 1    | +7   | 진출실패     |                                                        | 송호창 |
| 2006      | SKY 전기                  | 5위      | 10   | 6  | 4  | 0    | +1   | 진출실패     |                                                        | 송호창 |
| 2006      | SKY 후기                  | 11위     | 10   | 3  | 7  | 0    | -9   | 진출실패     |                                                        | 성재명 |
| 2007      | 신한은행 전기             | 10위     | 22   | 8  | 14 | 1    | -12  | 진출실패     | 이윤열,나도현,김재춘,한동훈,박세정,안기효              | 성재명 |
| 2007      | 신한은행 후기             | 6위      | 22   | 11 | 11 | 0    | -1   | 진출실패     | 이윤열,안기효,박세정,박성균,한동욱,한동훈,김재춘       | 김양중 |
| 2008      | 신한은행 2008             | 7위      | 22   | 12 | 10 | 0    | +3   | 진출실패     | 이윤열, 안기효, 한동욱, 박세정, 박성균,한동훈,전태양   | 김양중 |
| 2008-2009 | 신한은행 위너스리그 08-09 | 9위      | 11   | 4  | 7  | 0    | -9   | 진출실패     | 이윤열, 박성균, 박세정, 임동혁, 신노열, 이영한         | 김양중 |
| 2008-2009 | 신한은행 08-09            | 11위     | 55   | 21 | 34 | 1    | -35  | 진출실패     | 이윤열, 박성균, 박세정, 임동혁, 신노열, 이영한         | 김양중 |
| 2009-2010 | 신한은행 위너스리그 09-10 | 9위      | 11   | 4  | 7  | 0    | -6   | 진출실패     | 이윤열, 박성균, 박세정, 전상욱, 신노열, 이영한         | 김양중 |
| 2009-2010 | 신한은행 09-10            | 5위      | 55   | 30 | 25 | 0    | +18  | 준플레이오프 | 이윤열, 박성균, 박세정, 전상욱, 신노열, 이영한         | 김양중 |
| 2010-2011 | 신한은행 위너스리그 10-11 | 9위      | 18   | 7  | 11 | 0    | -12  | 진출실패     | 전태양, 박성균, 박세정, 전상욱, 신노열, 이영한, 강정우 | 김양중 |
| 2010-2011 | 신한은행 10-11            | 8위      | 54   | 23 | 31 | 1    | -17  | 진출실패     | 전태양, 박성균, 박세정, 전상욱, 신노열, 이영한, 강정우 | 김양중 |

## 팀리그 역대성적
| 연도      | 스폰서     | 경기수                               | 승                                   | 패                                   | 승점                                 | 승률                                 | 기타                                 |
| --------- | ---------- | ------------------------------------ | ------------------------------------ | ------------------------------------ | ------------------------------------ | ------------------------------------ | ------------------------------------ |
| 2003-2004 | LG IBM     | 예선 탈락 (2전 2패 - 개인전 5승 8패) | 예선 탈락 (2전 2패 - 개인전 5승 8패) | 예선 탈락 (2전 2패 - 개인전 5승 8패) | 예선 탈락 (2전 2패 - 개인전 5승 8패) | 예선 탈락 (2전 2패 - 개인전 5승 8패) | 예선 탈락 (2전 2패 - 개인전 5승 8패) |
| 2004      | 투싼       | 2                                    | 0                                    | 2                                    | -2                                   | 0%                                   | 8위                                  |
| 2004-2005 | MBC MOVIES | 7                                    | 4                                    | 3                                    | 5                                    | 57.1%                                | 준우승                               |
| 총 2시즌  | 총 2시즌   | 9                                    | 4                                    | 5                                    | 3                                    | 44.4%                                | 준우승 1회                           |

| 연도      | 스폰서     | 경기수    | 개인승    | 개인패    | 승률      | 올킬수    | 기타      |
| --------- | ---------- | --------- | --------- | --------- | --------- | --------- | --------- |
| 2003-2004 | LG IBM     | 예선 탈락 | 예선 탈락 | 예선 탈락 | 예선 탈락 | 예선 탈락 | 예선 탈락 |
| 2004      | 투싼       | 12        | 4         | 8         | 33.3%     | -         |           |
| 2004-2005 | MBC MOVIES | 27        | 16        | 13        | 59.2%     | 3         |           |
| 통산성적  | 통산성적   | 39        | 20        | 21        | 51.2%     | 3         |           |

## 역대 팀 명칭
- SG 패밀리 - 투나 주디스 - 투나 SG - SG 패밀리 - 팬택앤큐리텔 큐리어스 - 팬택 EX - 위메이드 폭스

## 역대 팀 감독
- 1대 감독 : 송호창 (재임 기간 : 2003년 ~ 2006년)
  - 감독 대행 : 이광수 (재임 기간 : 2006년)
- 2대 감독 : 성재명 (재임 기간 : 2006년 ~ 2007년)
  - 감독 대행 : 원종욱 (재임 기간 : 2007년)
- 3대 감독 : 김양중 (재임 기간 : 2007년 ~ 2011년)

## 주요 종목
- 스타크래프트
- 카운터 스트라이크
- 워크래프트 3

## 우승기록
- SKY 프로리그 2004 2라운드